# Guégon
Guégon (tiếng Breton: Gwegon) là một xã ở tỉnh Morbihan trong vùng Bretagne tây bắc Pháp. Xã này có diện tích 53,52 km², dân số năm 1999 là 2395 người. Khu vực này có độ cao từ 27-162 mét trên mực nước biển.
Cư dân của Guégon danh xưng trong tiếng Pháp là Guégonnais.

## Tiếng Bretagne
Năm 2007, có 35,5% trẻ em học trường song ngữ ở cấp tiểu học.